# Димитријевић кућа
Димитријевић кућа се налази у Суботици, у улици Корзо број 6, подигнута 1881. године, представља непокретно културно добро као  споменик културе.
Кућа је подигнута за Јована Димитријевића, а по пројекту архитекте Титуса Мачковића као угаони једноспратни објекат. Објекат је симетрично конципиран са два бочна ризалита, са централно постављеним пешачким улазом маркираним са два стуба, постављеним на високе постаменте, који подржавају равну архитравну греду. 
У приземљу су велики стаклени излози са сегментним завршетком, осим на ризалитима где су лучно засведени улази у објекат, а сви отвори у темену лука умају зубац изведен у малтеру. Ивични ризалити су у приземљу акцентовани рустичном обрадом фасаде, а над двокрилним вратницама је надсветло зракасте поделе. По хоризонтали, приземље од спрата дели кордонски венац, док је фасадно платно са хоризонталним фугама разбијено ритмичким низом идентичних прозора са крстастом поделом окана. Ризалити имају ивичне пиластре, а прозори су маркирани мањим пиластрима који подржавају сегметни тимпанон. Испод ових прозора је камена балустрада. Испод прозора у међуризалиту су поља са елипсоидним низом изведеним у малтеру.
Прозори су опточени пластичним равним опшивом, а у горњем делу конзоле подржавају троугаоне и сегментне тимпаноне који се неизменично смењују. Простор испод тимпанона украшен је гранама храстовог лишћа које у средини образује малу флоралну конзолу. Поткровни венац који тече дуж целе фасаде чине равне профилације, низ цветних мотива сведених у повезане кругове, изнад је зупчасти низ на који належу конзоле подржавајући кров прекривен етернит плочама.